# Makieve, Vradiivka
Makieve (în ucraineană Макієве) este un sat în comuna Velîkovesele din raionul Vradiivka, regiunea Mîkolaiiv, Ucraina.

## Demografie
Componența lingvistică a localității Makieve
     Ucraineană (89,53%)
     Română (9,3%)
     Rusă (1,16%)
Conform recensământului din 2001, majoritatea populației localității Makieve era vorbitoare de ucraineană (89,53%), existând în minoritate și vorbitori de română (9,3%) și rusă (1,16%).